# Lingotto (métro de Turin)
Pour les articles homonymes, voir Lingotto (homonymie).
Lingotto est une station de la ligne 1 du métro de Turin. Ancien terminus sud de la ligne jusqu'à son prolongement en avril 2021, la station est située via Nizza.